# Maulvi Tamizuddin Khan
Maulvi Tamizuddin Khan (en bengali : মৌলভি তমিজউদ্দিন খান), né en mars 1889 à Faridpur et mort le 19 août 1963 à Dacca, est un homme politique pakistanais. De 1948 à 1954, il est président de l'Assemblée constituante du Pakistan, puis président de l'Assemblée nationale de 1962 jusqu'à sa mort.
Diplômé en droit, Tamizuddin Khan est un militant des droits des musulmans bengalis qui a adhéré au Congrès national indien puis à la Ligue musulmane. Il est successivement élu député du Bengale en 1926 puis député de l'Assemblée législative centrale indienne en 1945, avant de rejoindre le Pakistan à sa création en août 1947.

## Biographie

### Jeunesse et éducation
Tamizuddin Khan est né en mars 1889 à Faridpur, alors situé dans la Présidence du Bengale, sous domination coloniale du Raj britannique. Il est issu d'une famille de paysan modeste, mais réussit à poursuivre son éducation grâce à une jagir (concession de terres).
Surtout, il s'élève socialement grâce à son mariage. Ceci lui permet de poursuivre ses études à Calcutta, où il obtient une maitrise en anglais en 1913 puis est diplômé en droit deux années plus tard. Il retourne alors dans son district natal pour entamer une carrière juridique. 

### Carrière politique

#### Sous le Raj britannique

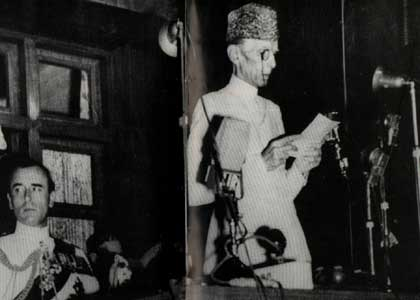
Muhammad Ali Jinnah s'adresse à l'Assemblée constituante le 14 août 1947.

Tamizuddin Khan entame sa carrière politique en rejoignant la municipalité de Faridpur, dont il est vice-président. Il adhère au Congrès national indien avant de rejoindre la Ligue musulmane. Il participe également au mouvement Califat. Alors que les violences communautaires prennent de l'ampleur, il se consacrera uniquement à la Ligue musulmane.
En 1926, il est élu député de l'Assemblée législative du Bengale sous l'étiquette de la Ligue musulmane, en battant son rival du Congrès. En 1943, il devient ministre de l'éducation sous le gouvernement local de Khawaja Nazimuddin.

#### Au Pakistan
Lors des élections législatives indiennes de 1945, il est élu député au sein de l'Assemblée législative centrale. À la suite de la partition des Indes et de la création du Pakistan, Tamizuddin Khan est élu membre de l'Assemblée constituante, avant d'être élu vice-président de cette chambre.
Le 14 décembre 1948, il est élu président de l'Assemblée constituante du Pakistan en remplacement de Muhammad Ali Jinnah, le père de la nation décédé trois mois plus tôt. Il occupe son poste jusqu'à la dissolution de la chambre le 24 octobre 1954 sur décision du gouverneur général Malik Ghulam Muhammad. Il tente de contester cette décision en justice, mais après avoir obtenu satisfaction devant la Haute Cour du Sind, la Cour fédérale le déboute dans l'arrêt Federation of Pakistan v. Maulvi Tamizuddin Khan en 1955,,. 
Tamizuddin Khan est toutefois de nouveau élu député peu après l'adoption de la Constitution de 1962 par le régime militaire de Muhammad Ayub Khan. Le 11 juin 1962, il est élu président de l'Assemblée nationale, et conserve son poste jusqu'à sa mort le 19 août 1963.